# Pcap
Pcap是计算机网络管理领域中一個用於捕获网络流量的应用程序接口（API）。其名称来源于“抓包”（英語：packet capture）（并非它的正确名称）。Pcap是用C语言编写的。在类Unix系统中libpcap库实现了pcap；在Microsoft Windows上，則由Npcap庫移植了libpcap，Windows 7中可以使用WinPcap庫的移植，但现已不再維護。 
Wireshark等網路側錄或監控軟體可以使用Pcap来捕获在计算机网络上传输的网络数据包。